# Warner (Oklahoma)
Warner is een plaats (town) in de Amerikaanse staat Oklahoma, en valt bestuurlijk gezien onder Muskogee County.

## Demografie
Bij de volkstelling in 2000 werd het aantal inwoners vastgesteld op 1430.
In 2006 is het aantal inwoners door het United States Census Bureau geschat op 1445, een stijging van 15 (1,0%).

## Geografie
Volgens het United States Census Bureau beslaat de plaats een oppervlakte van
3,3 km², geheel bestaande uit land. Warner ligt op ongeveer 176 m boven zeeniveau.

## Plaatsen in de nabije omgeving
De onderstaande figuur toont nabijgelegen plaatsen in een straal van 20 km rond Warner.